# Jozef Tiso
Jozef Gašpar Tiso (Bytča, 13 de outubro de 1887 – Bratislava, 18 de abril de 1947) foi um sacerdote e político eslovaco que foi deputado do parlamento tchecoslovaco, membro do governo tchecoslovaco, e finalmente Presidente da República Eslovaca "Independente", entre 1939-1945, protetorado da Alemanha Nazista. Ele deportou cerca de 60 mil judeus para os campos de concentração nazistas, além de perseguir opositores. Depois da Segunda Guerra Mundial, Tiso foi executado pelas autoridades tchecoslovacas por traição e colaboração com o nazismo.
Nascido em 1887 de pais eslovacos em Nagybiccse (hoje Bytča), então parte do Reino da Hungria, Tiso estudou vários idiomas durante sua carreira escolar, incluindo hebraico e alemão. Ele foi apresentado ao sacerdócio desde muito jovem e ajudou a combater a pobreza local e o alcoolismo no que hoje é a Eslováquia. Ele se juntou ao Partido do Povo Eslovaco (Slovenská ľudová strana) em 1918 e tornou-se líder do partido em 1938 após a morte de Andrej Hlinka. Em 14 de março de 1939, a Assembleia Eslovaca em Bratislava adotou por unanimidade a Lei 1/1939 que transformava a República Eslovaca autônoma (que até então fazia parte da Tchecoslováquia) em um país independente. Dois dias depois que a Alemanha Nazista tomou o restante das Terras Tchecas, o Protetorado da Boêmia e Morávia foi proclamado.
Jozef Tiso, que já era primeiro-ministro da Eslováquia autônoma (sob as leis da Tchecoslováquia), tornou-se primeiro-ministro da República Eslovaca e, em outubro de 1939, foi eleito seu presidente.
Tiso colaborou com a Alemanha na deportação de judeus, deportando muitos judeus eslovacos para extermínio e campos de concentração na Alemanha e na Polônia ocupada pelos alemães, enquanto alguns judeus na Eslováquia foram assassinados imediatamente. As deportações foram executadas entre 25 de março de 1942 até 20 de outubro de 1942. Uma insurgência partidária antifascista foi travada, culminando na Revolta Nacional Eslovaca no verão de 1944, que foi reprimida pelas autoridades militares alemãs, com muitos de seus líderes executados. Consequentemente, em 30 de setembro de 1944, as deportações de judeus foram renovadas, com mais 13.500 deportados.
Quando o Exército Vermelho soviético invadiu as últimas partes do oeste da Eslováquia em abril de 1945, Tiso fugiu para a Áustria e depois para a Alemanha, onde as tropas americanas o prenderam e o extraditaram de volta para a Tchecoslováquia restaurada, onde foi condenado por alta traição, traição de a revolta nacional e colaboração com os nazistas, e depois executado por enforcamento em 1947 e enterrado em Bratislava. Em 2008, seus restos mortais foram enterrados na cripta canônica da Catedral Católica de Nitra, Eslováquia.

## Biografia
Tiso nasceu em Bytča (então em húngaro:  Nagybiccse) de pais eslovacos, no Condado de Trencsén, do Reino da Hungria, parte do Império Austro-Húngaro. Ele foi criado em uma família religiosa e estudou na escola primária local. Então, como um bom aluno com talento para idiomas, ele estudou em uma escola primária em Žilina. A escola tinha claramente espírito húngaro, já que todas as escolas secundárias eslovacas estavam fechadas na época de seus estudos. Aqui, ele começou a usar a forma húngara de seu nome Tiszó József.  Em 1902, ele começou a estudar na escola primária Piarista em Nitra. O bispo de Nitra, Imre Bende, ofereceu-lhe a oportunidade de estudar para o sacerdócio no prestigioso Pázmáneum de Viena.  Tiso, ensinado por vários professores de elite, tornou-se familiarizado com várias filosofias e as mais recentes Encíclicas Papais. Ele também ampliou suas habilidades linguísticas. Junto com as já conhecidos húngaras, alemães e latim, estudou hebraico, dialetos aramaicos e árabe. Os relatórios escolares o descrevem principalmente como um aluno "excelente", "exemplar" e "piedoso". Matriculando-se na Universidade de Viena em 1906, graduou-se como Doutor em Teologia em 1911.
Seu ministério inicial foi como padre assistente em três paróquias na atual Eslováquia. Tiso estava interessado em assuntos públicos e realizou um extenso trabalho educacional e social. Durante sua luta contra a pobreza e o alcoolismo, ele também pode ter adotado algumas visões estereotipadas e simplificadas sobre as relações eslovacos-judaicas.  Tais opiniões não eram incomuns na sociedade contemporânea, inclusive entre padres ou outras pessoas com educação superior.  Ele culpou os donos de tavernas judeus pelo aumento do alcoolismo e também era membro de uma associação de autoajuda que vendia comida e roupas mais baratas do que na loja judaica local. Tiso tornou-se membro do Nép párt (Partido do Povo Católico) e contribuiu para o jornal eslovaco Kresťan (Cristão). 
Durante a Primeira Guerra Mundial, ele serviu como curador de campo do 71º regimento de infantaria do Exército Austro-Húngaro, recrutado principalmente entre soldados eslovacos. O regimento sofreu pesadas perdas na Galiza. Tiso teve experiência em primeira mão com os horrores da guerra, mas também com a germanização e russificação da população local. Depois de alguns meses, seu regimento foi transferido para a Eslovênia, onde conheceu o político esloveno Anton Korošec, que também era padre católico romano.  Tiso foi inspirado por uma melhor organização do movimento nacional esloveno. A carreira militar de Tiso foi encerrada por uma grave doença renal e ele foi dispensado do serviço militar. Ele não voltou para sua paróquia em Bánovce, mas foi nomeado Diretor Espiritual do seminário de Nitra pelo sucessor de Bende, Vilmos Batthyány.  Tiso também atuou nessa época como professor e jornalista. Ele publicou suas experiências da guerra ("O Diário da Linha de Frente do Norte"). Em outros artigos escritos em estilo patriótico, ele enfatizou a necessidade de bom moral e disciplina militar. No entanto, isso não era incomum e refletia um estilo comum da imprensa contemporânea, incluindo um conjunto limitado de jornais eslovacos ainda impressos. Ele também abordou temas religiosos e educacionais, enfatizando a necessidade de literatura religiosa em eslovaco. 
Tiso não pertencia a políticos ativos no movimento nacional pré-guerra e sua orientação nacional pré-guerra foi frequentemente questionada. Seus oponentes políticos tentaram descrevê-lo como um Magyarone (eslovaco magiarizado), enquanto alguns nacionalistas eslovacos buscavam provas de sua orientação nacional inicial. Ambas as visões são amplamente simplificadas. Tiso evitou cuidadosamente a linguagem de autocategorização nacional, seu comportamento pode ser enquadrado em uma abordagem de "indiferença nacional" - uma prática amplamente difundida na Europa Central antes de 1918. Sua única crítica visava os judeus. Em alguns de seus escritos anteriores a 1918, Tiso reclamou da hierarquia do estado ou do partido liberal no poder, mas nunca denunciou a magiarização ou o nacionalismo magiar. Ao mesmo tempo, ele estava mais focado em atividades sociais e religiosas entre os eslovacos sem revelar sua autoidentificação étnica ou nacional. Mais importante ainda, Tiso agiu publicamente como um súdito leal da dinastia dos Habsburgos. Curiosamente, seus escritos revelam que sua identidade estava mais ligada a toda a monarquia da Áustria-Hungria, do que ao Reino da Hungria, de quem ele era formalmente cidadão. 

## Colapso da Áustria-Hungria
No outono de 1918, Tiso reconheceu que a monarquia austro-húngara era insustentável. Ele também entendeu que o histórico Reino da Hungria não poderia mais ser preservado.  Independentemente da declaração formal de independência da Tchecoslováquia, o caminho para o controle real dos corpos da Tchecoslováquia sobre a Eslováquia não era direto. Além disso, ainda não estava claro a que estado Nitra pertenceria após a dissolução da Áustria-Hungria. Nessas condições, passou a preparar seus leitores para o novo Estado e regime político.  Em 8 de dezembro de 1918, o Conselho Nacional Húngaro em Nitra o delegou para negociar com o Exército da Checoslováquia, que foi convidado a "restaurar e manter a ordem pública". Tiso foi nomeado secretário do novo Conselho Nacional Eslovaco e abraçou a política como carreira.

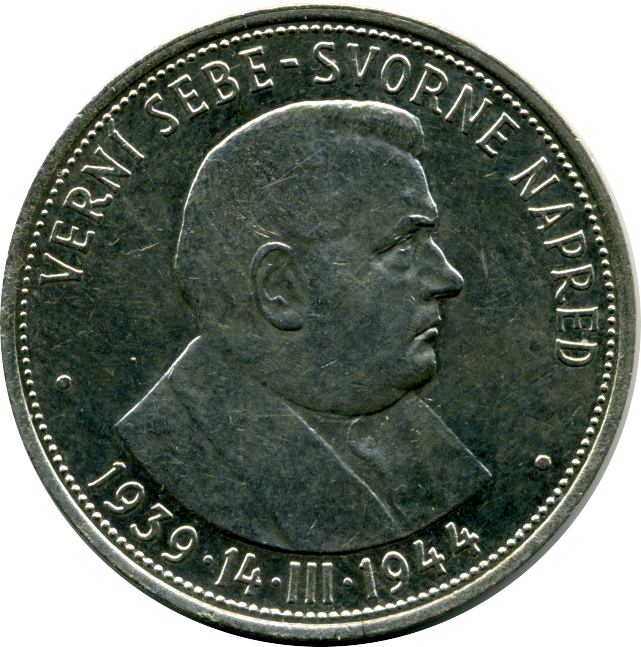
50 moeda de prata coroa eslovaca emitida para o quinto aniversário da República Eslovaca (1939-1945) com uma efígie de Tiso como presidente eslovaco.

Padrão para Tiso como presidente eslovaco, adotado em 21 de julho de 1939

## Primeira República Eslovaca
Em dezembro de 1918, Tiso tornou-se membro do restaurado Partido do Povo Eslovaco (Slovenská ľudová strana, também chamado de "Ľudáks"). O partido apoiou a ideia de democracia parlamentar, defendeu os interesses de seus eleitores católicos eslovacos e buscou a autonomia eslovaca dentro da estrutura Checoslováquia.  Tiso, praticamente desconhecido antes do golpe, gradualmente fortaleceu sua posição na hierarquia do partido. Sua educação de elite, alta inteligência, energia, grandes experiências de trabalho com pessoas comuns e sua capacidade de falar em termos comuns o tornaram um orador e jornalista popular do partido.  Em 1919, ele fundou uma subsidiária do partido em Nitra e organizou uma organização de ginástica, Orol (Eagle), o contrapeso de uma organização similar tcheca/tchecoslovaca Sokol. Tiso concorreu pela primeira vez ao parlamento nas eleições parlamentares da Checoslováquia de 1920. Embora os resultados eleitorais de seu distrito tenham sido pontos positivos em uma eleição decepcionante para os Ľudáks, o partido não o recompensou com uma cadeira legislativa. Tiso, no entanto, conquistou facilmente um na eleição de 1925, que também resultou em uma vitória revolucionária para o partido. Até 1938, ele era membro do parlamento checoslovaco em Praga.
Em 1921, Tiso foi nomeado monsenhor pelo Vaticano, embora esta nomeação tenha caducado com a morte posterior do Papa Bento XV.  De 1921 a 1923, ele serviu como secretário do novo bispo eslovaco de Nitra, Karol Kmeťko. Durante o mesmo período, a agitação política nacionalista rendeu a Tiso duas condenações pelos tribunais tchecoslovacos por incitamento, uma das quais resultou em uma curta prisão. Descontente, Kmeťko o dispensou como secretário em 1923, mas o manteve como professor de teologia. Em 1924, Tiso deixou Nitra para se tornar reitor de Bánovce nad Bebravou.  Ele permaneceu como reitor de Bánovce pelo resto de sua carreira política, retornando regularmente todos os fins de semana também como ministro da Tchecoslováquia e, mais tarde, como presidente.
No período entre guerras, Tiso foi um político moderado e sua capacidade de chegar a compromissos fez dele um respeitado mediador do partido. Ele usou uma retórica mais radical como jornalista, deixando de lado muito da retórica antijudaica de suas atividades jornalísticas anteriores. Ele atacava seus oponentes e nem sempre controlava suas emoções. No entanto, ele costumava retornar a argumentos racionais nas negociações políticas oficiais.  Tiso criticou duramente as políticas do governo central em relação aos eslovacos e à Eslováquia. Enquanto o partido ainda operava dentro de uma estrutura democrática, o colega e rival político de Tiso, Vojtech Tuka, formou dois movimentos internos para se opor ao estado ou seu regime - o primeiro colaborando com o irredentismo húngaro e o segundo liderado pelo pró-fascista Rodobrana. Tiso não participou destes.
No final dos anos 1920, Tiso se tornou um dos líderes do partido. Quando o presidente do partido Andrej Hlinka viajou em 1926 para o 28º Congresso Eucarístico Internacional em Chicago, ele delegou a Tiso para representá-lo no presidium do partido.  Em sua ausência, Tiso conduziu negociações complicadas sobre a entrada de HSĽS no governo. Ele teve sucesso e assim fortaleceu sua posição. Em janeiro de 1927, ele se tornou o Ministro da Saúde e Educação Física da Checoslováquia. Como o HSĽS atuou anteriormente como partido de oposição e não conseguiu cumprir todas as suas promessas, a participação no governo levou à perda de credibilidade. Tiso provou novamente suas habilidades de orador e apoiou a decisão de participar do governo. Como ministro, Tiso realizou com sucesso vários projetos importantes de serviços de saúde na Eslováquia.  Surpreendentemente, ele recusou o apartamento do ministério do governo, ficando em um dos mosteiros de Praga. Em outubro de 1929, HSĽS deixou o governo após o caso Tuka. Tiso estava mais inclinado do que Hlinka a encontrar compromissos com outros partidos para formar alianças, mas por uma década depois de 1929 suas iniciativas não tiveram sucesso. Em 1930, ele se tornou o vice-presidente oficial do partido e parecia destinado a suceder Hlinka. Ele passou a década de 1930 competindo pelo manto de Hlinka com radicais do partido, principalmente o direitista Karol Sidor – Tuka esteve na prisão durante grande parte desse período por traição.
Em 1930, Tiso publicou The Ideology of the Hlinka's Slovak People's Party, explicando suas opiniões sobre a relação tcheco-eslovaca. Notavelmente, ele reivindicou a soberania da nação eslovaca sobre o território da Eslováquia e indiretamente sugeriu o direito dos eslovacos também de adotar soluções diferentes para as coisas do governo da Tchecoslováquia em Praga.  Ele repetiu a mesma ideia em seus discursos parlamentares. 
Em meados da década de 1930, as opiniões de Tiso mudaram para ideias autoritárias e totalitárias. Ele declarou repetidamente que o HSĽS era o único partido que representava os eslovacos e o único que falava pela nação eslovaca. Essas reivindicações desempenharam um papel significativo no fim posterior do regime democrático. "Uma nação, um partido, um líder", declarou Tiso no congresso do partido realizado em 1936.  O partido deve abranger todos os aspectos da vida.
Em 1938, com pressão crescente da Alemanha Nazista e da Hungria, os representantes do HSĽS questionaram os estados vizinhos sobre suas opiniões sobre o futuro da Eslováquia. Em maio de 1938, Tiso manteve negociações secretas com o ministro das Relações Exteriores da Hungria, Kálmán Kánya, durante um congresso eucarístico em Budapeste. Ele declarou que a Eslováquia pode estar preparada para se juntar à Hungria como um estado federal autônomo caso a Tchecoslováquia deixe de existir.  No entanto, a reunião não foi bem. Tiso ficou desapontado com a atitude de Kánya e as alegadas reivindicações históricas húngaras sobre a Eslováquia e sentiu que o comportamento de Kánya era arrogante.  Ele concluiu que a Hungria não estava seriamente interessada em um acordo comum e estava mais focada na dissolução da Tchecoslováquia, assim como a Alemanha. Portanto, bem ciente da fraca posição econômica da Eslováquia, da falta de pessoal qualificado e de uma situação internacional instável, ele sentiu que estava preso à Tchecoslováquia por enquanto. Quando Hlinka morreu em agosto de 1938, Tiso rapidamente consolidou o controle do partido Ľudák.  Tiso foi o orador oficial do partido no funeral de Hlinka, onde pediu unidade nacional e lealdade à república da Tchecoslováquia.  Ele, no entanto, continuou as negociações com o governo central em Praga, explicou os objetivos da autonomia potencial e recusou uma solução militar para a crise checoslovaca-alemã.

## Região Autônoma da Eslováquia
Em outubro de 1938, após o Acordo de Munique, a Alemanha anexou e ocupou a Região dos Sudetas, as principais partes de língua alemã da Checoslováquia. Em 6 de outubro de 1938, o HSĽS aproveitou o enfraquecimento do governo central e declarou autonomia para a Eslováquia (alguns outros partidos na Eslováquia apoiaram isso). No dia seguinte, ele se tornou primeiro-ministro da Região Autônoma da Eslováquia. 
Uma de suas primeiras tarefas foi liderar a delegação tchecoslovaca durante as negociações com a Hungria em Komárno antes da Primeira Arbitragem de Viena. O primeiro-ministro Tiso, que nunca havia liderado uma delegação em negociações internacionais semelhantes, se viu em uma posição difícil. O governo central da Segunda República da Checoslováquia (sob a pressão de ações terroristas patrocinadas pelo governo húngaro ) e após sérias mudanças na situação internacional) aceitou negociações antes de estar completamente pronto, e o governo também se viu sobrecarregado ao tentar estabilizar a situação com a Alemanha. Tiso se opôs às propostas da delegação húngara, mas atuou como um negociador flexível e paciente. Quando a delegação húngara recusou uma discussão mais aprofundada, Tiso procurou a ajuda da Alemanha.  Isso já havia sido prometido pelo ministro das Relações Exteriores da Alemanha, Joachim von Ribbentrop, se necessário. Mais tarde, Tiso ficou chocado com o Primeiro Prêmio de Viena, tanto que inicialmente se recusou a assinar o protocolo. Em um discurso de rádio para os cidadãos, Tiso não mencionou a promessa de Ribbentrop, mas culpou o governo de Praga e suas "políticas dos últimos vinte anos". 
O governo eslovaco garante a todos os cidadãos assistência e proteção adequadas.— Jozef Tiso Discurso de rádio após o Primeiro Prêmio de Viena, 2 de novembro de 1938

Um dia antes da premiação, a polícia prendeu vários judeus em uma manifestação da Organização da Juventude Húngara pedindo a cessão de Komárno à Hungria. Sua participação foi então usada em propaganda culpando os judeus pelo resultado (a Alemanha nazista e a Itália fascista obviamente não realizaram "o desejo dos judeus", mas seguiram seus próprios interesses).   Em 3 de novembro de 1938, Tiso se reuniu com Jozef Faláth (o chefe do "escritório central para a questão judaica " que já tinha contatos com políticos do Partido Nazista em Viena) e Jozef Kirschbaum. Tiso, que era um político relativamente pragmático, adotou uma solução invulgarmente firme. Em 4 de novembro de 1938, ele ordenou a deportação de judeus "sem propriedade" e, posteriormente, sem cidadania, para o território agora anexado pela Hungria. Seu governo então deportou mais de 7.500 pessoas, incluindo idosos, mulheres grávidas e pelo menos 570 crianças menores de 15 anos para a terra de ninguém em um outono chuvoso.  Em 7 de novembro, ele cancelou a ação.
Como primeiro-ministro e ministro do interior do governo autônomo, Tiso tinha amplos poderes. Em outubro-dezembro de 1938, seu governo não compartilhou o poder com nenhum outro órgão público eslovaco, porque o parlamento autônomo foi eleito somente depois disso. Durante este período, o HSĽS proibiu as atividades de todos os partidos políticos, exceto aqueles que concordaram em ingressar na coalizão governista "voluntariamente" e dois partidos que representam populações minoritárias, o "Partido Alemão" e o "Partido Húngaro Unificado". HSĽS então organizou eleições parlamentares fraudulentas. Antes mesmo do anúncio oficial das eleições, Tiso disse ao jornal alemão Völkischer Beobachter que haveria apenas uma votação unificada e os judeus não poderiam ser eleitos.  As deportações e algumas outras ações do governo autônomo de Tiso foram contra a Constituição da Checoslováquia de 1920. 

## Secessão Eslovaca
Em fevereiro de 1939, o Dr. Tiso entrou em negociações com a Alemanha para uma Eslováquia totalmente independente, separada da Tchecoslováquia. Ele manteve reuniões diretas com o representante alemão Arthur Seyss-Inquart, nas quais Tiso inicialmente expressou dúvidas se uma Eslováquia independente seria uma entidade viável. Unidades militares tchecas posteriormente ocuparam a Eslováquia e forçaram Tiso a deixar o cargo em 9 de março.  No entanto, os rutenos, também ressentidos com a inclusão de suas terras na Tchecoslováquia e com as opressões do governo de Praga, agora também buscavam autonomia.

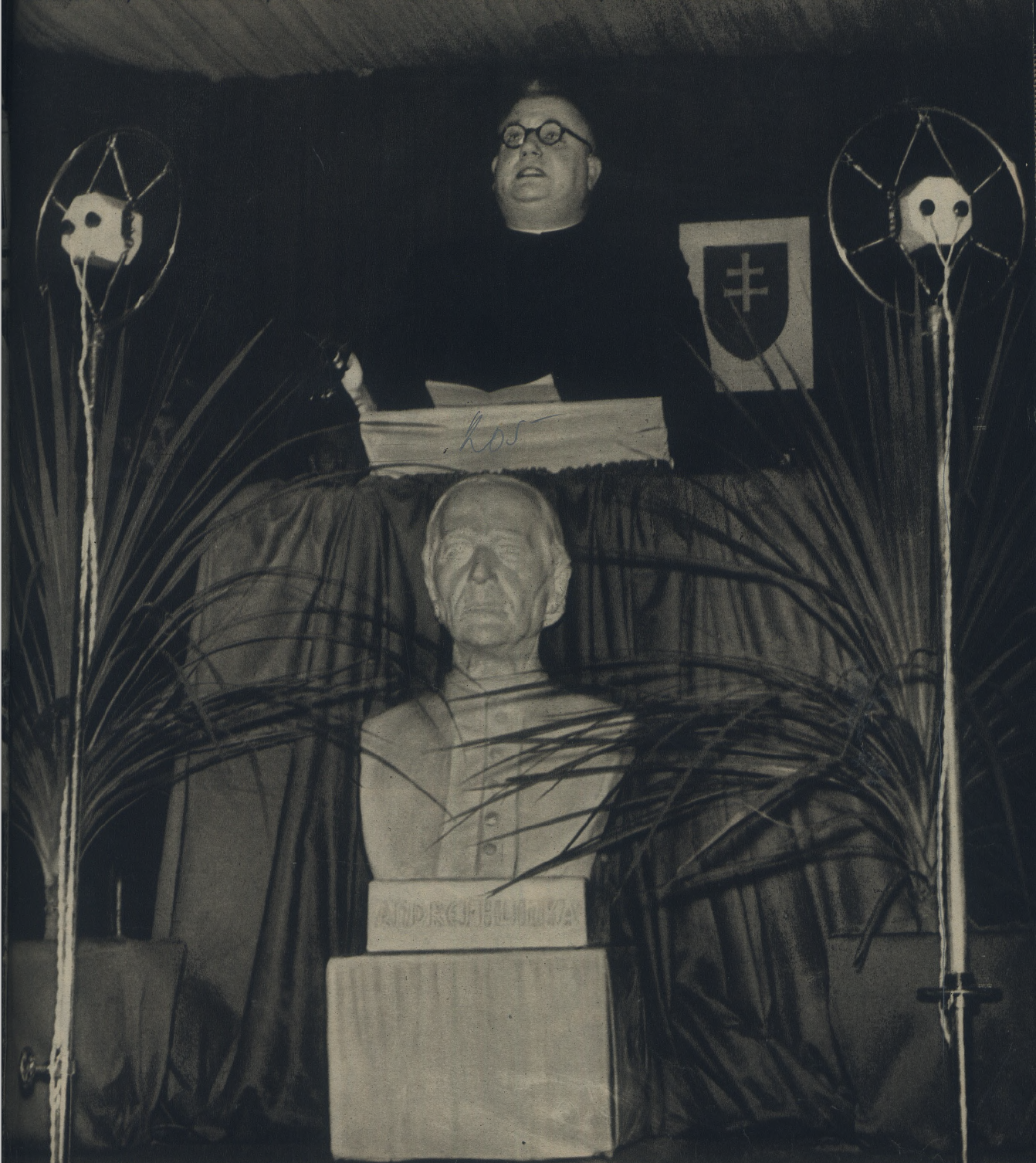
Jozef Tiso, - 12 de outubro de 1941

Os sentimentos conservadores católicos de Tiso inicialmente o inibiram do que pareciam ser movimentos revolucionários. No entanto, em poucos dias, Hitler convidou Tiso para ir a Berlim e ofereceu assistência para a nacionalidade eslovaca.  Hitler sugeriu que a Eslováquia deveria declarar independência sob proteção alemã (ou seja: status de Protetorado) e que, caso contrário, a Hungria poderia anexar o restante do território da Eslováquia. Sem chegar a um acordo, Tiso solicitou agora ao presidente tcheco-eslovaco que convocasse uma reunião da Dieta Eslovaca para 14 de março. Durante essa sessão, Tiso fez um discurso informando a Dieta de sua conversa com Hitler, confirmando que reservava qualquer movimento para uma decisão de independência que viesse da Dieta Eslovaca. Por iniciativa do presidente da assembléia, Martin Sokol (ele próprio anteriormente um forte defensor do estado tcheco-eslovaco com autonomia garantida para a Eslováquia), endossou uma declaração de independência.  Em 15 de março, a Alemanha ocupou o restante da Tchecoslováquia depois que Hitler coagiu o doente presidente tcheco Emil Hácha a concordar.  
A Eslováquia tornou-se a República Eslovaca, um estado independente (sob proteção alemã) que foi formalmente reconhecido pela União Soviética e Alemanha, com reconhecimento De facto pelo Reino Unido e França (mas não pelos Estados Unidos que foram os grandes responsáveis, em 1919, para o novo estado artificial da Tchecoslováquia). Os emigrados tchecos e os Estados Unidos consideravam a Eslováquia um estado-fantoche da Alemanha. Após o reconhecimento posterior do governo da Tchecoslováquia no exílio pela Grã-Bretanha, o Ministério das Relações Exteriores britânico notificou o Ministério das Relações Exteriores da República Tcheca de que a Grã-Bretanha não reconhecia nenhuma reivindicação territorial da Tchecoslováquia, nem poderia se comprometer com quaisquer limites fixos para o estado, nem reconhecer a continuação legal da Tchecoslováquia.
Tiso foi inicialmente primeiro-ministro de 14 de março de 1939 até 26 de outubro de 1939. Tiso não apenas apoiou a invasão da Polônia pela Alemanha nazista em setembro de 1939, mas contribuiu com tropas eslovacas, que os alemães recompensaram permitindo que a Eslováquia anexasse 300 milhas quadradas de território polonês.  Em 1º de outubro de 1939, o Dr. Tiso tornou-se oficialmente presidente do Partido Popular Eslovaco. Em 26 de outubro, ele se tornou presidente da República Eslovaca e nomeou Tuka como primeiro-ministro. Depois de 1942, o presidente Tiso também foi denominado Vodca ("Líder"), uma imitação do Führer alemão. 

## Antissemitismo e deportação de judeus

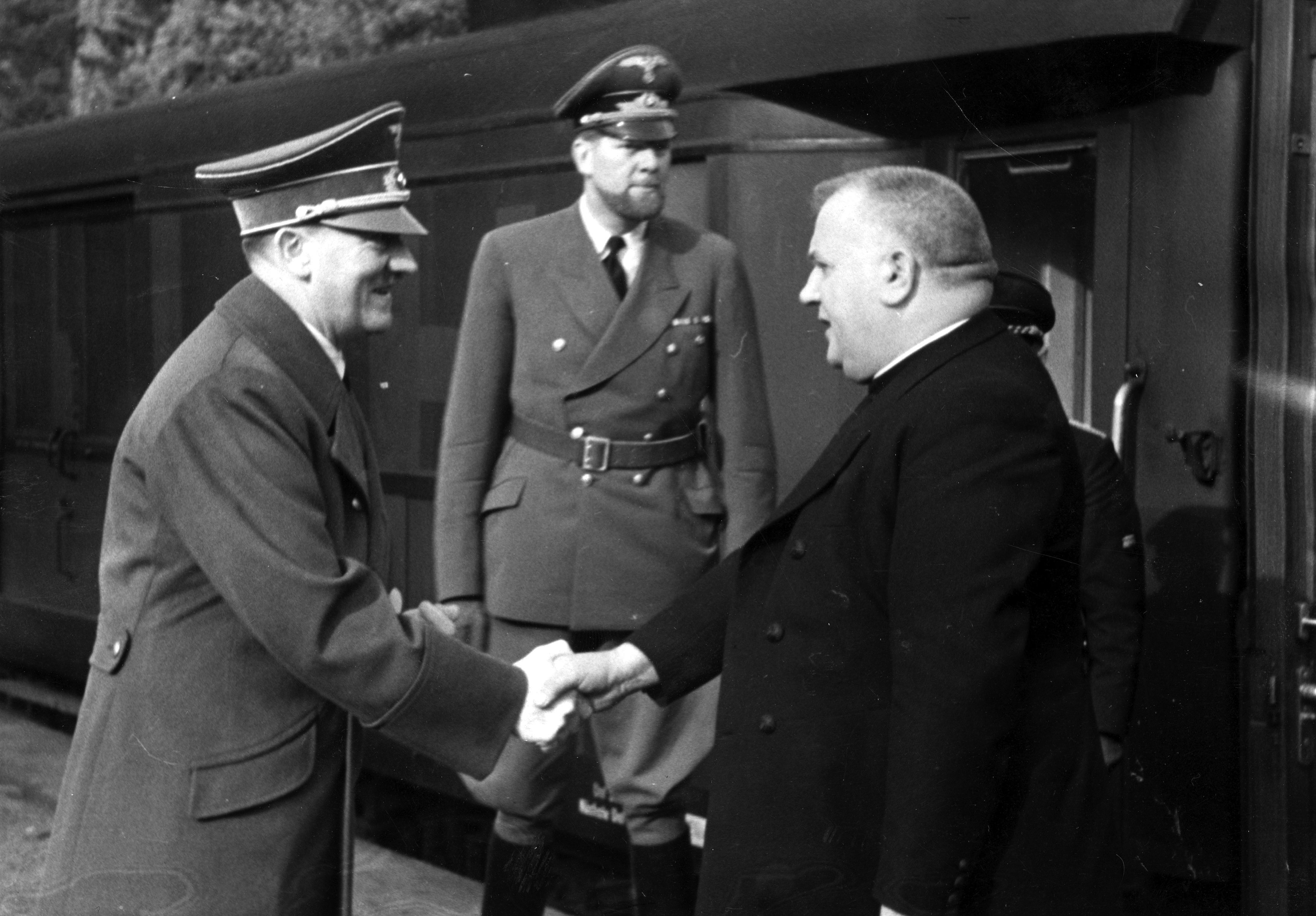
Jozef Tiso com Adolf Hitler

Na Conferência de Salzburgo em 28 de julho de 1940, foi alcançado um acordo para estabelecer um regime nazista na Eslováquia. Tuka participou da conferência, assim como Hitler, Tiso, Joachim von Ribbentrop, Alexander Mach (chefe da Guarda Hlinka) e Franz Karmasin, chefe da minoria alemã local dos Cárpatos. Como resultado da conferência, foram criadas duas agências estatais para lidar com "assuntos judaicos".   A "Cúpula de Salzburgo" resultou em uma colaboração mais estreita com a Alemanha e em Tuka e outros líderes políticos aumentando seus poderes às custas do conceito original de Tiso de um estado corporativo católico. O acordo exigia um comando duplo do Partido do Povo Eslovaco e da Guarda Hlinka (HSĽS), e também uma aceleração nas políticas antijudaicas da Eslováquia. O governo nazista nomeou o líder do Sturmabteilung, Manfred von Killinger, como representante alemão na Eslováquia. Tiso, entretanto, aceitou essas mudanças em uma conversa subsequente com Hitler.  O oficial da SS Dieter Wisliceny foi despachado para a Eslováquia para atuar como um "conselheiro" em questões judaicas.  O partido sob a liderança de Tiso e Tuka alinhou-se com a política nazista ao implementar a legislação antissemita na Eslováquia. A principal lei era o Código Judaico, segundo o qual os judeus na Eslováquia não podiam possuir nenhum imóvel ou bens de luxo, eram excluídos de cargos públicos e ocupações gratuitas, não podiam participar de eventos esportivos ou culturais, eram excluídos de escolas secundárias e universidades, e eram obrigados a usar a Estrela de Davi em público. O próprio Tiso tinha opiniões antissemitas (como seu jornalismo anterior deixou claro) que eram difundidas na Eslováquia. 
Embora existam opiniões divergentes de políticos modernos sobre seu papel nas deportações de judeus da Eslováquia,  é claro que, de acordo com a política e "sugestões" alemãs, bem como seu anti-semitismo anterior, ele encorajou essas ações, apesar de condenação das deportações de alguns bispos eslovacos.  Em fevereiro de 1942, a Eslováquia se tornou o primeiro aliado nazista a concordar com as deportações.  Os nazistas pediram 20.000 jovens judeus fisicamente aptos para tarefas trabalhistas. Tiso esperava que a conformidade ajudasse no retorno de 120.000 trabalhadores eslovacos da Alemanha.  Em agosto de 1942, depois que a maioria dos judeus eslovacos foi enviada para a Polônia ocupada pelos alemães e ficou claro que os deportados estavam sendo sistematicamente assassinados, Tiso fez um discurso em Holič no qual pediu aos eslovacos que "se livrassem de suas parasita [os judeus]" e justificou as contínuas deportações de judeus da Eslováquia. Em 30 de agosto, Hitler comentou "É interessante como este pequeno padre católico Tiso está nos enviando os judeus!".  O subsecretário do Vaticano, Domenico Tardini, reclamou: "Todos entendem que a Santa Sé não pode parar Hitler. Mas quem pode entender que não sabe controlar um padre?" 
Mais tarde, em 1942, em meio aos protestos do Vaticano quando as notícias do destino dos deportados voltaram e o avanço alemão na União Soviética foi interrompido, a Eslováquia se tornou o primeiro dos estados fantoches de Hitler a encerrar as deportações.  Mazower escreveu: "Quando o Vaticano protestou, o governo respondeu com desafio: 'Não há intervenção estrangeira que nos impeça de nos parar no caminho para a libertação da Eslováquia dos judeus', insistiu o presidente Tiso".  Cenas angustiantes em pátios ferroviários de deportados sendo espancados por guardas de Hlinka trouxeram protestos, inclusive de líderes religiosos como o bispo Pavol Jantausch.  O Vaticano chamou o embaixador eslovaco duas vezes para saber o que estava acontecendo na Eslováquia. Segundo o historiador britânico Richard Evans, essas intervenções "fizeram com que Tiso, que afinal ainda era um padre nas ordens sagradas, reconsiderasse o programa".  Giuseppe Burzio e outros relataram a Tiso que os alemães estavam assassinando os judeus deportados. Tiso hesitou e então se recusou a deportar os 24.000 judeus remanescentes da Eslováquia.  De acordo com Mazower, "a pressão da Igreja e a raiva do público resultaram em talvez 20.000 judeus recebendo isenções, efetivamente pondo fim às deportações". 
Quando em 1943 surgiram rumores de novas deportações, o Núncio Apostólico em Istambul, Angelo Roncalli (mais tarde Papa João XXIII) e Burzio ajudaram a galvanizar a Santa Sé a intervir em termos vigorosos. Em 7 de abril de 1943, Burzio desafiou Tuka sobre os rumores de extermínio de judeus eslovacos. O Vaticano então condenou a renovação das deportações em 5 de maio e o episcopado eslovaco emitiu uma carta pastoral condenando o totalitarismo e o anti-semitismo em 8 de maio de 1943.  Segundo Evans, Tuka foi "forçado a recuar por causa dos protestos públicos, especialmente da Igreja, que nessa época já estava convencida do destino que aguardava os deportados. A pressão dos alemães, incluindo um confronto direto entre Hitler e Tiso em 22 de abril de 1943, permaneceu sem efeito." 
Em agosto de 1944, a Revolta Nacional Eslovaca eclodiu contra o governo de Tiso. Tropas alemãs foram enviadas para acabar com isso e com eles vieram o Einsatzgruppe H e a polícia de segurança encarregada de prender ou assassinar os judeus remanescentes da Eslováquia.  Durante a ocupação alemã, outros 13.500 judeus foram deportados, a maioria deles para Auschwitz,  e 5.000 foram presos. Alguns foram assassinados na própria Eslováquia, em particular em Kremnička e Nemecká. 
Tiso permaneceu no cargo durante a ocupação do exército alemão, mas sua presidência foi relegada a um papel principalmente titular, já que a Eslováquia perdeu qualquer independência de fato que possuía. Burzio implorou diretamente a Tiso que pelo menos poupasse os católicos de ascendência judaica da deportação e fez uma advertência do Papa: "a injustiça praticada por seu governo é prejudicial ao prestígio de seu país e os inimigos o explorarão para desacreditar o clero e a Igreja no mundo sobre". 
No final do Holocausto, mais de dois terços dos judeus que viviam na Eslováquia haviam sido assassinados. 

## Condenação e execução

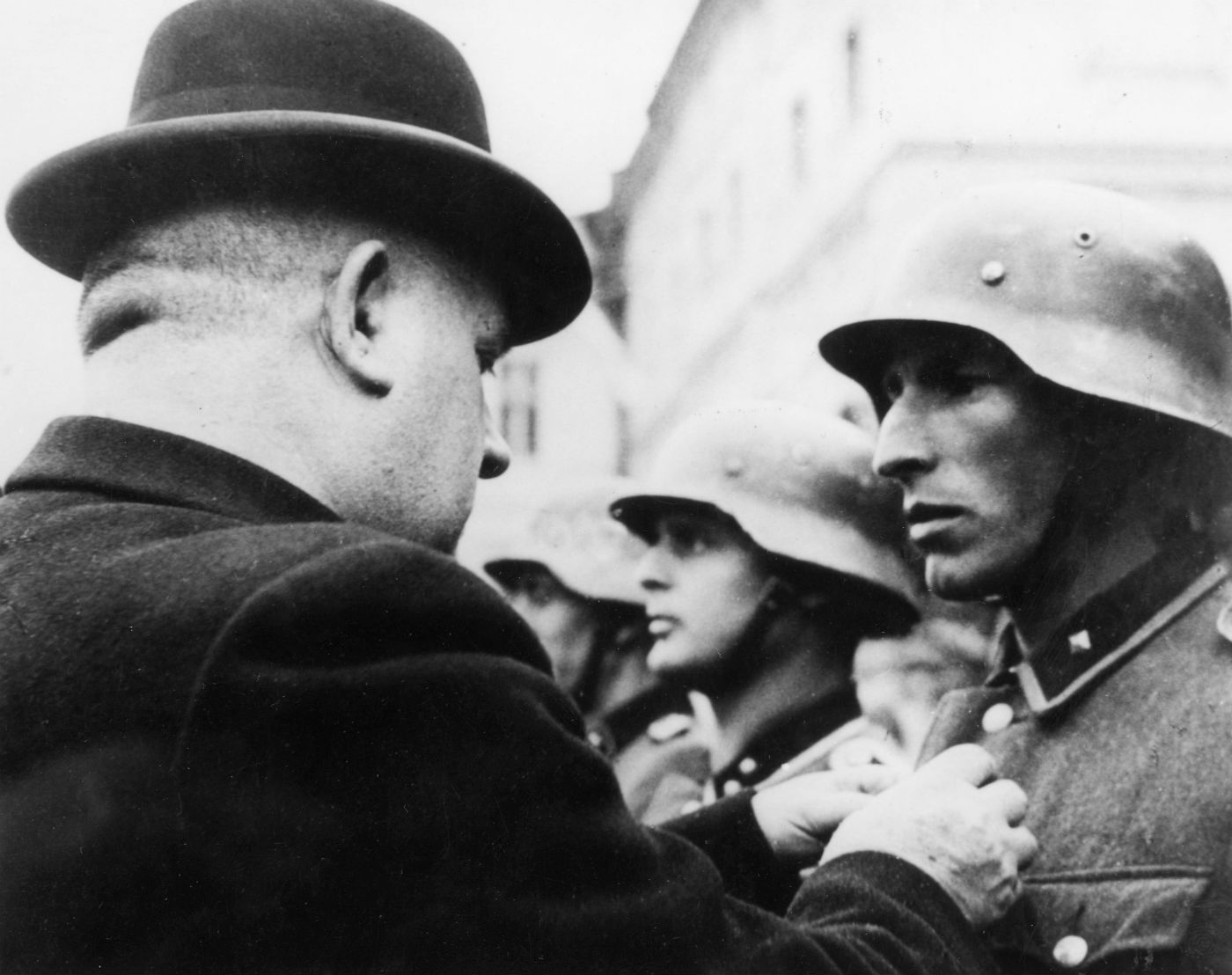
Jozef Tiso condecora soldados alemães em Banská Bystrica na Eslováquia, que lutaram contra a Revolta Nacional Eslovaca em 1944

Tiso perdeu todos os resquícios de poder quando o Exército Vermelho Soviético conquistou as últimas partes do oeste da Eslováquia em abril de 1945. Ele fugiu primeiro para a Áustria, depois para um mosteiro capuchinho em Altötting, Baviera. Em junho de 1945, ele foi preso pelos americanos e extraditado para a Tchecoslováquia reconstituída para ser julgado em outubro de 1945.  Em 15 de abril de 1947, o Tribunal Nacional da Tchecoslováquia (Národný súd) o considerou culpado de muitas das acusações contra ele, e condenou-o à morte por "traição do Estado, traição à insurreição partidária antifascista e colaboração com o nazismo ".
O tribunal concluiu que o governo de Tiso havia sido responsável pelo desmembramento da República da Tchecoslováquia; e considerou Tiso culpado de:
- Administrar uma "solução" mais radical da questão judaica;
- Estabeler um regime fascista totalitário sob o slogan "Um Deus, uma nação, uma organização", fundando as organizações fascistas HSĽS (Partido Popular Eslovaco de Hlinka), Hlinkova garda ( Guarda Hlinka) e Hlinkova mládež (Juventude Hlinka), as duas últimas com adesão compulsória;
- Destruir a democracia;
- Conceder a Karl Hermann Frank a Grã-Cruz após o envolvimento de Frank nos assassinatos de estudantes tchecos e no massacre de Lidice;
- Permitir a ocupação militar da parte ocidental da Eslováquia pela Wehrmacht, que apreendeu ativos militares do estado avaliados em 2 bilhões de Ks e os transportou para a Alemanha nazista;
- Perseguir e aterrorizar os 3.000 opositores do regime, que foram presos, torturados e, para alguns, massacrados no campo de concentração de Ilava;
- Exprorpiar os bens dos tchecos e dos judeus pela Guarda Hlinka;
- Prejudicar as finanças do estado no valor de 8,6 bilhões de Ks devido à compensação para a Alemanha nazista, outros 3-4 bilhões de Ks ao fornecer a Wehrmacht e 7 bilhões de Ks ao fornecer secretamente as forças de ocupação alemãs;
- Incitação ao ódio contra os judeus, excluindo-os da vida pública e da economia e restringindo sua liberdade pessoal;
- Aprovar o Código Judaico, segundo o qual os judeus na Eslováquia foram privados de direitos humanos e deportados para o campo de concentração de Sereď e o campo de concentração de Nováky, enquanto Tiso vendeu alguns judeus sob exceções ao Código;
- Aprovar a deportação de 57.837 judeus para campos de concentração alemães em 1942, que foram posteriormente assassinados, e pagando por isso com 100 milhões de Ks para a Alemanha nazista;
- Emtregar prisioneiros de guerra às forças de ocupação alemãs sabendo que seriam assassinados;
- Permitir que a Gestapo e o Sicherheitsdienst prendessem, torturassem e sequestrassem pessoas, incluindo eslovacos, antes da Revolta Nacional Eslovaca;
- Ordenar a Guarda Hlinka e outras organizações fascistas para ajudar as forças de ocupação alemãs a capturar, prender, torturar e massacrar 4.316 pessoas suspeitas de envolvimento no levante e sequestrar 30.000 pessoas para campos de concentração alemães;
- Tolerar a destruição de numerosas aldeias [59] (por exemplo, Kľak ou Nemecká) pelas forças ocupacionais alemãs Edelweiss e a Guarda Hlinka;
- Mobilizar para as forças de ocupação alemãs;
- Permitir que forças de ocupação alemãs sequestrassem eslovacos para trabalhos forçados na Alemanha nazista;
- Ordenar que os civis participem do trabalho de fortificação militar para as forças ocupacionais alemãs;
- Aprovar uma parte oriental da Eslováquia para ser declarada território operacional das forças alemãs e sujeitando o Exército Eslovaco à liderança militar alemã;
- e muitos outros crimes;

Tiso foi condenado à morte, à privação de seus direitos civis e ao confisco de todos os seus bens.  Tiso apelou para o presidente da Checoslováquia Edvard Beneš e esperava uma prorrogação; seu promotor havia recomendado clemência. No entanto, nenhum indulto estava próximo.  Vestindo sua roupa clerical, Tiso foi enforcado em Bratislava em 18 de abril de 1947. O governo da Tchecoslováquia o enterrou secretamente para evitar que seu túmulo se tornasse um santuário,  mas seguidores de extrema-direita de Tiso logo identificaram o túmulo no cemitério de St. Martin em Bratislava como sendo dele. Décadas depois, após um teste de DNA em abril de 2008 que o confirmou, o corpo de Tiso foi exumado e enterrado na Catedral de St Emmeram em Nitra, de acordo com a lei canônica. 

## Reputação

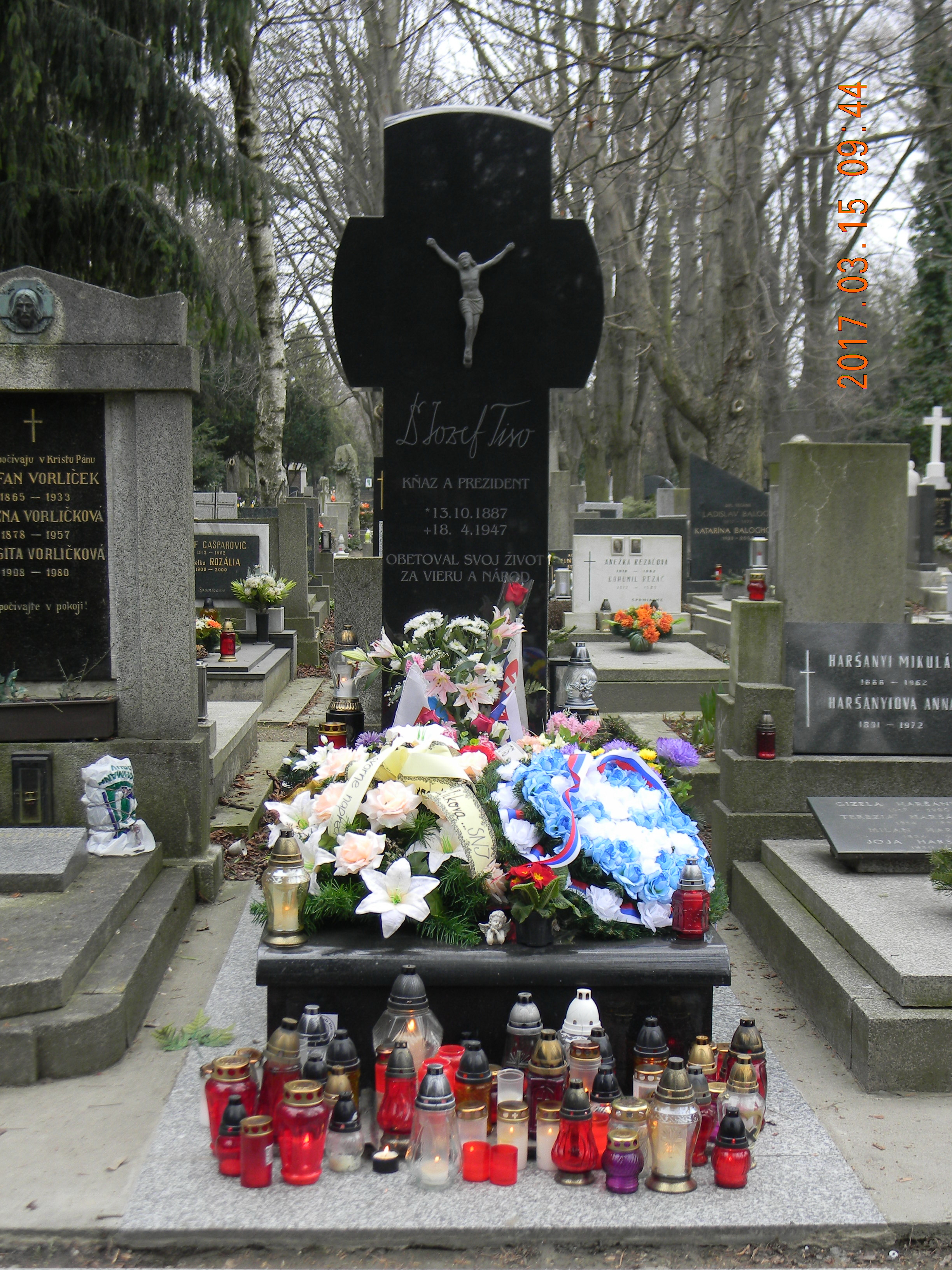
O túmulo original de Jozef Tiso situado no cemitério de Martinsky, Bratislava, Eslováquia.

Sob o comunismo, Tiso foi formalmente denunciado como um fascista clerical. Com a queda do comunismo em 1989 e a subsequente independência da Eslováquia, o debate acalorado começou novamente sobre seu papel. James Mace Ward escreve na biografia de Tiso Priest, Politician, Collaborator (2013): "Na pior das hipóteses, [o debate] foi combustível para uma tentativa ultranacionalista de reconstruir a sociedade eslovaca, ajudando a desestabilizar a Tchecoslováquia. Na melhor das hipóteses, o debate inspirou uma reavaliação cuidadosa de Tiso e encorajou os eslovacos a lidar com o legado da colaboração." 
Admiradores de extrema direita de Tiso criaram um túmulo memorial altamente controverso no cemitério de Martin, que é ignorado principalmente pela sociedade; apenas um punhado de ultranacionalistas ou idosos comemora Tiso.  A propaganda ultranacionalista proclama Tiso como um "mártir" que "sacrificou sua vida por sua crença e nação", e assim tenta pintá-lo como uma vítima inocente do comunismo e um santo. 